# Cantonul Lanslebourg-Mont-Cenis
Cantonul Lanslebourg-Mont-Cenis este un canton din arondismentul Saint-Jean-de-Maurienne, departamentul Savoie, regiunea Rhône-Alpes, Franța.

## Comune
- Bessans
- Bonneval-sur-Arc
- Bramans
- Lanslebourg-Mont-Cenis (reședință)
- Lanslevillard
- Sollières-Sardières
- Termignon